# フレミッシュ・ハンティング・デッキ

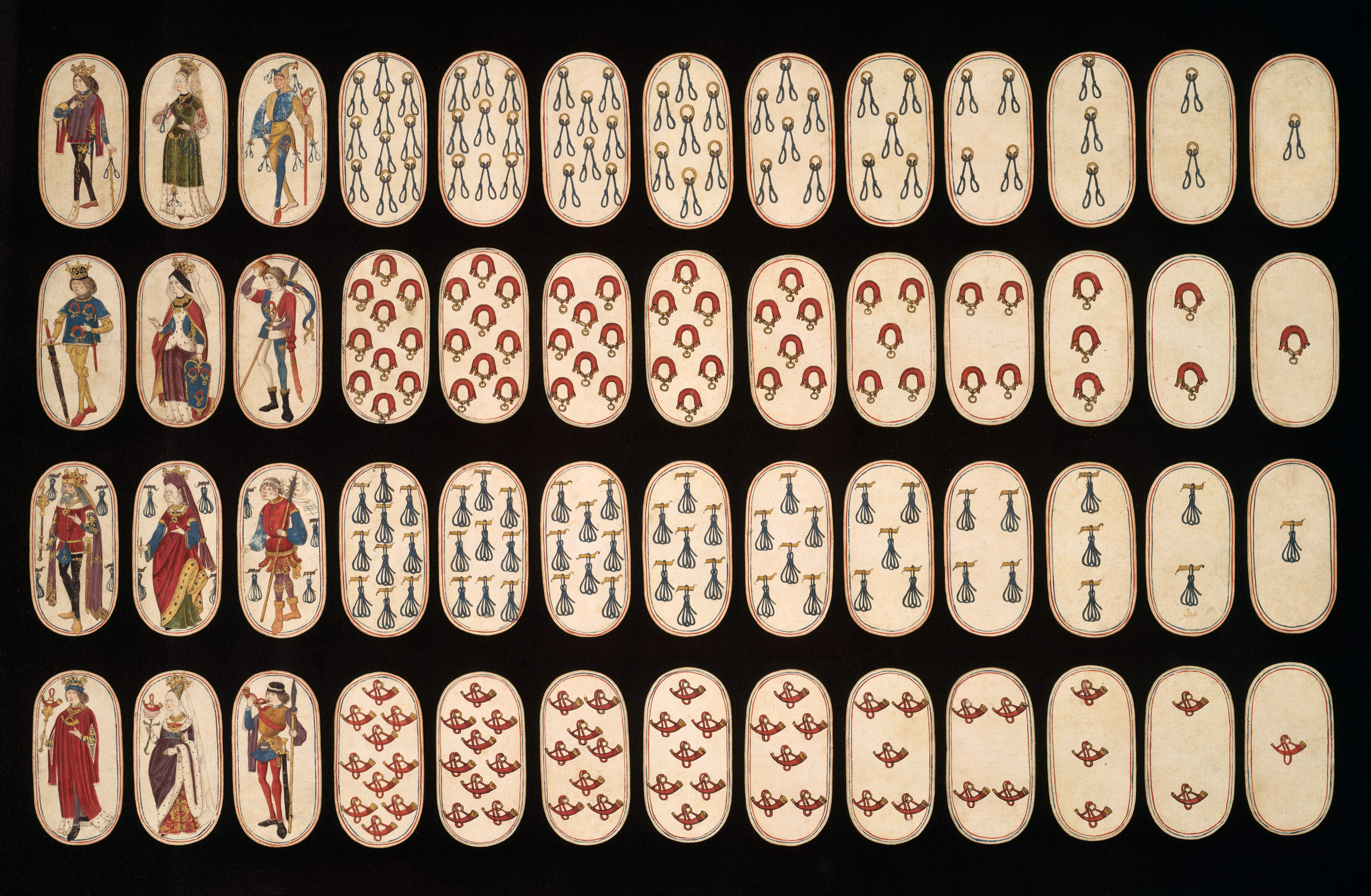
フレミッシュ・ハンティング・デッキの52枚

フレミッシュ・ハンティング・デッキ（Flemish Hunting Deck, フランドルの狩猟デッキ)はクロイスターのトランプとしても知られる、ニューヨーク、メトロポリタン美術館収蔵の52枚1組のトランプである。推定製作年代は1470年から1480年の間であり、現代的な構成のトランプが1枚も欠けることなく揃っているという点で重要である。
トランプは厚紙のうえに印刷ではなく手で描かれており、同時代の写本に使われていたような金と銀の細工で装飾されている。この頃すでに印刷のトランプも登場しており、マイスター・デア・シュピールカルテンと呼ばれたドイツ人の作品などが有名である。

## 鑑賞
このデッキは、現代のトランプと同じく4種類のスートとキング、クイーン、ジャック、数札で構成されている。それぞれのスートは狩猟に関わる道具で表現されており、輪縄、犬の鎖と首輪、角笛からなる。15世紀につくられた、現代的な構成から1枚もカードが欠けていない唯一のトランプである。丈の短い上着、短く切った髪、とがった靴など、描かれている人物の衣装はどれも当時の風俗を反映している。
製作された地域としては南ネーデルラント、とくにフランドル地方が最も有力である。1470年から1480年につくられた可能性が高く、材料である厚紙に対する調査の結果、この紙自体は1450年頃またはそれ以前につくられていることがわかった。紙には2種類の透かしがはいっており、一つはフランスと東フランダースに由来するもので1464年から1480年ごろに用いられていたものだ。もう一つは南フランダースと北ネーデルランドで1468年から1479年に使われている。
保存状態が非常によいことから、実際に使用されたことはほとんど、あるいは全くなかったと考えられる。

## 来歴
このデッキは、１978年12月12日にパリのオークションハウスであるオテル・ドゥルオーで競売にかけられた。オークションのカタログには、不揃いな16世紀のタロットカードと記載されていた。アムステルダム出身のオランダ人古美術商ハリー・ケンターはもっと古い時代のものであると考え、8000ギルダー(≒3,600ユーロ）でトランプを競り落とした。
ケンターはこのデッキをしばらく売らずにいたが、トランプをコートのポケットにいれたままアムステルダムをサイクリングしたこともあり、後に彼が使っている保険会社からこうした行動を慎むように言い渡された。ケンターはこのトランプを売るときは、絶対に銀行というセキュリティの厳しい場所で公開してからオークションにかけるのがよいと考えた。1983年12月6日、ロンドンのサザビーズで競売にかけられたこのトランプは、140,000ドルの値がついた（ケンターはこのときオークション会場まで警察の警護付きで送迎された）。このとき落札したメトロポリタン美術館は、このトランプをクロイスターズ・コレクションに加えている。